# اندوتیون
اندوتیون (به انگلیسی: Endothion) یک ترکیب شیمیایی با شناسه پاب‌کم ۱۷۷۱۷ است. شکل ظاهری این ترکیب، بلورهای سفید است.